# Olecko (district)
Olecko (powiat olecki) is een Pools district (powiat) in de Poolse provincie Ermland-Mazurië. Het district heeft een totale oppervlakte van 873,83 km2 en telde 34.805 inwoners in 2014. Olecko (Oletzko, vanaf 1928 Treuburg) is de enige stad in de powiat.
Stadsdistricten:
Elbląg · Olsztyn

Districten:
Bartoszyce · Braniewo · Działdowo · Elbląg · Ełk · Giżycko · Gołdap · Iława · Kętrzyn · Lidzbark Warmiński · Mrągowo · Nidzica · Nowe Miasto Lubawskie · Olecko · Olsztyn · Ostróda · Pisz · Szczytno · Węgorzewo

Grootste steden:
Bartoszyce · Działdowo · Elbląg · Ełk · Iława · Giżycko · Kętrzyn · Mrągowo · Ostróda · Olsztyn · Szczytno